# Primeiro-ministro de Malta
O Primeiro-ministro de Malta (em maltês:  Prim Ministru ta' Malta) é o chefe de governo, que é o mais alto cargo público da República de Malta. O atual primeiro-ministro do país é Robert Abela.

## História
O cargo de "Chefe do Ministério" foi criado assim que Malta recebeu o governo autônomo em 1921. A constituição de 1921 foi suspensa duas vezes antes de ser revogada. Na primeira ocasião (1930-1933) o Chefe de Ministério (na época Gerald Strickland) e seu gabinete foram mantidos. Após a segunda suspensão em 1934, o gabinete foi demitido.
A constituição foi revogada em 1936 e o cargo não existia enquanto Malta estivesse sob administração colonial direta. O cargo foi restabelecido com a concessão de autogoverno em 1947, com o posto sendo renomeado como "Primeiro-ministro de Malta". O cargo foi novamente suprimido quando a constituição de 1947 foi novamente suspensa entre 1958 e 1962, mas foi mantida praticamente inalterada na Constituição da Independência de 1964 e nas subsequentes emendas de 1974, que transformaram a forma de governo em uma república .

## Funções constitucionais
O Presidente de Malta, que nominalmente dirige o Poder Executivo, nomeia como Primeiro-ministro o membro do parlamento que, na opinião do Presidente, é mais capaz de comandar a maioria dos membros da Câmara dos Representantes. O Primeiro-ministro aconselha o Presidente sobre a nomeação dos outros Ministros.
O Primeiro-ministro é constitucionalmente obrigado a manter o Presidente plenamente informado sobre a conduta geral do governo. Sempre que o primeiro-ministro estiver fora de Malta, o Presidente pode autorizar qualquer outro membro do Gabinete a desempenhar essas funções e esse membro pode desempenhar essas funções temporariamente. Geralmente, é o vice-primeiro-ministro que desempenha esse papel como primeiro-ministro interino.
Constitucionalmente, o Primeiro-ministro também é responsável pela nomeação de Secretários Permanentes, bem como por aconselhar o Presidente sobre a nomeação de membros para o Judiciário e órgãos constitucionais.

## Gabinete do Primeiro-ministro de Malta (GPM)

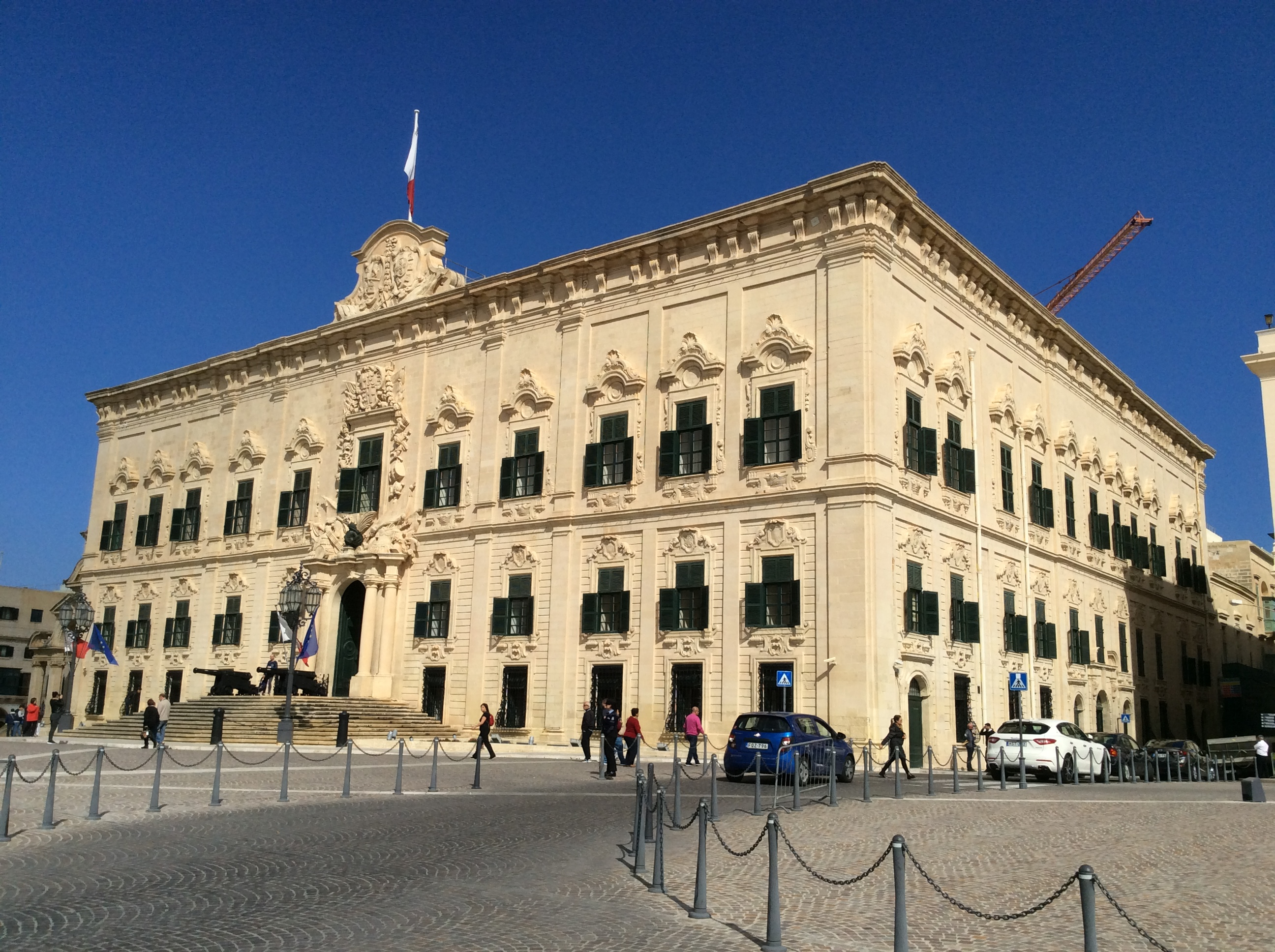
Auberge de Castille, o Gabinete do Primeiro-ministro

Como ministro em seu próprio direito  o Primeiro-ministro é responsável por vários departamentos do governo. O Gabinete do Primeiro Ministro (OPM) está sediado no Auberge de Castille em Valletta desde 1972, desempenhando um papel central na tomada de decisões, além de ser a sede administrativa do governo.
A missão do GPM é apoiar o Primeiro-ministro no fornecimento de liderança e direção para um governo estável e eficaz. Os departamentos centrais do OGPM incluem a Secretaria do Gabinete, o Gabinete de Gestão e Pessoal e o Departamento de Informação.

## Residências oficiais
Villa Francia é a residência oficial do primeiro-ministro, enquanto o Palácio Girgenti é a residência de verão. No entanto, eles não são amplamente utilizados, com exceção de cerimônias públicas, recebendo pessoas notáveis e sendo edifícios simbólicos.

## Ex-primeiros-ministros vivos
Há quatro ex-primeiros-ministros maltês vivos: 
| Nome                   | Prazo               | Data de nascimento                |
| ---------------------- | ------------------- | --------------------------------- |
| Karmenu Mifsud Bonnici | 1984-1987           | 17 de julho de 1933 (91 anos)     |
| Eddie Fenech Adami     | 1987-1996 1998–2004 | 7 de fevereiro de 1934 (91 anos)  |
| Alfred Sant            | 1996–1998           | 28 de fevereiro de 1948 (77 anos) |
| Lawrence Gonzi         | 2004–2013           | 1 de julho de 1953 (71 anos)      |
| Joseph Muscat          | 2013–2020           | 21 de janeiro de 1974 (51 anos)   |